# Vibes in LA
Vibes in LA è un singolo del rapper statunitense Gunna, pubblicato il 23 settembre 2020.

## Tracce
1. Vibes in LA – 2:53